# Kiota
Kiota ist eine Landgemeinde im Departement Boboye in Niger.

## Geographie

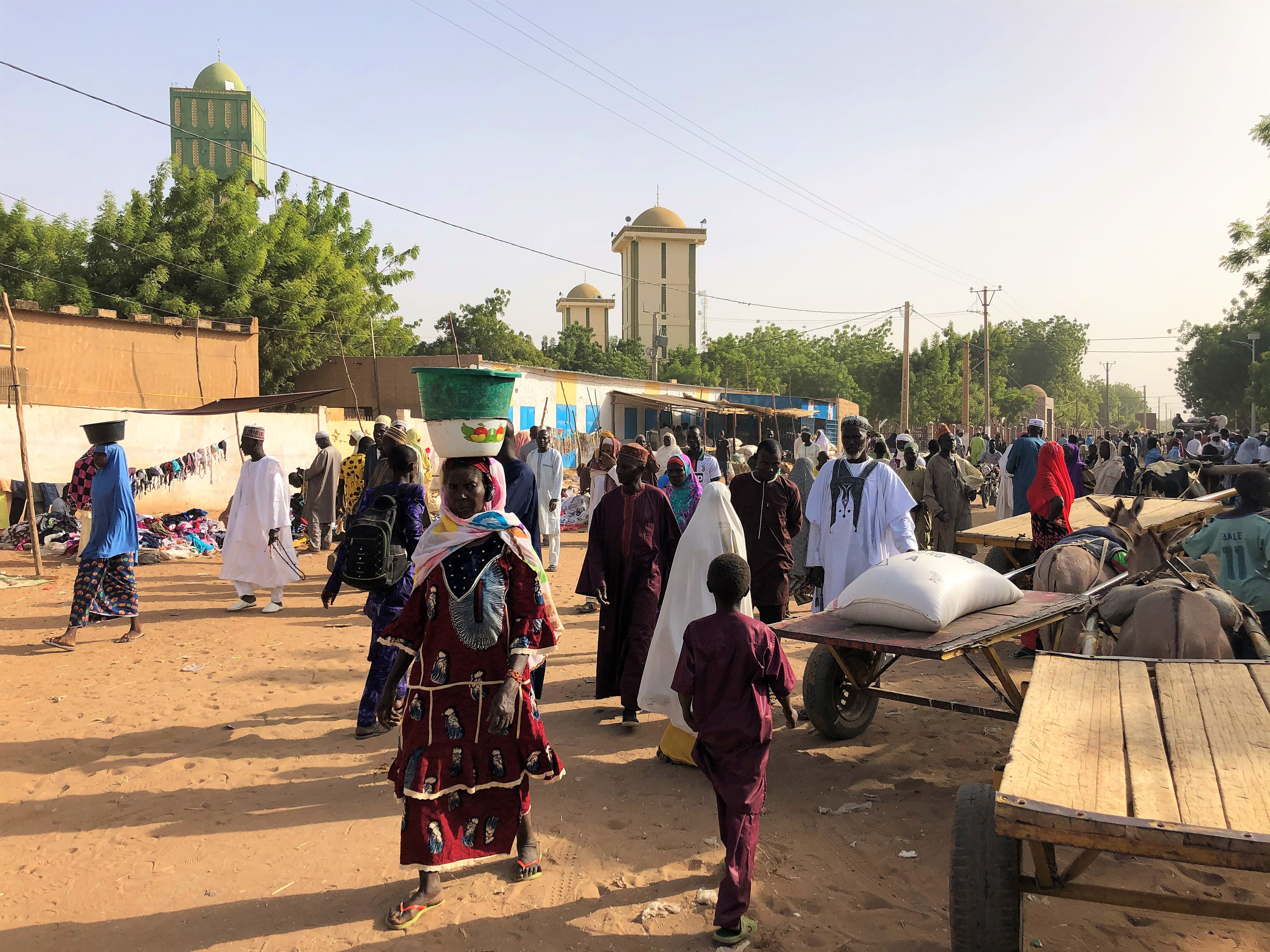
Straßenszene bei der Großen Moschee von Kiota (2019)

Kiota liegt am Übergang der Sahelzone zur Großlandschaft Sudan am Wadi Dallol Bosso. Es besteht ein hohes Risiko von Überschwemmungen. Die Nachbargemeinden sind Koygolo im Norden, Garankédey im Osten, Birni N’Gaouré und N’Gonga im Süden sowie Harikanassou im Westen. Bei den Siedlungen im Gemeindegebiet handelt es sich um 31 Dörfer, 23 Weiler und 3 Lager. Der Hauptort der Landgemeinde ist das Dorf Kiota.

## Geschichte
Kiota wurde der Überlieferung zufolge von Ali Koda, Sohn des Tagorou Ganna, gegründet. Um 1800 wurden die Zarma-Siedlung von feindlichen Hausa niedergebrannt. Die Zarma führten daraufhin einen Gegenschlag aus und besiegten die Hausa bei Matankari. Auch gegenüber dem mächtigen Nachbarn Dosso konnte Kiota eine relative Autonomie bewahren. Im 19. Jahrhundert wurde die Bevölkerung islamisiert.
Die Landgemeinde Kiota ging als Verwaltungseinheit 2002 im Zuge einer landesweiten Verwaltungsreform aus dem östlichen Teil des Kantons Harikanassou/Kiota hervor. In Hauptort und in 15 weiteren Siedlungen in der Gemeinde gab es im Zeitraum von 2011 bis 2016 mindestens drei Dürrejahre.

## Bevölkerung

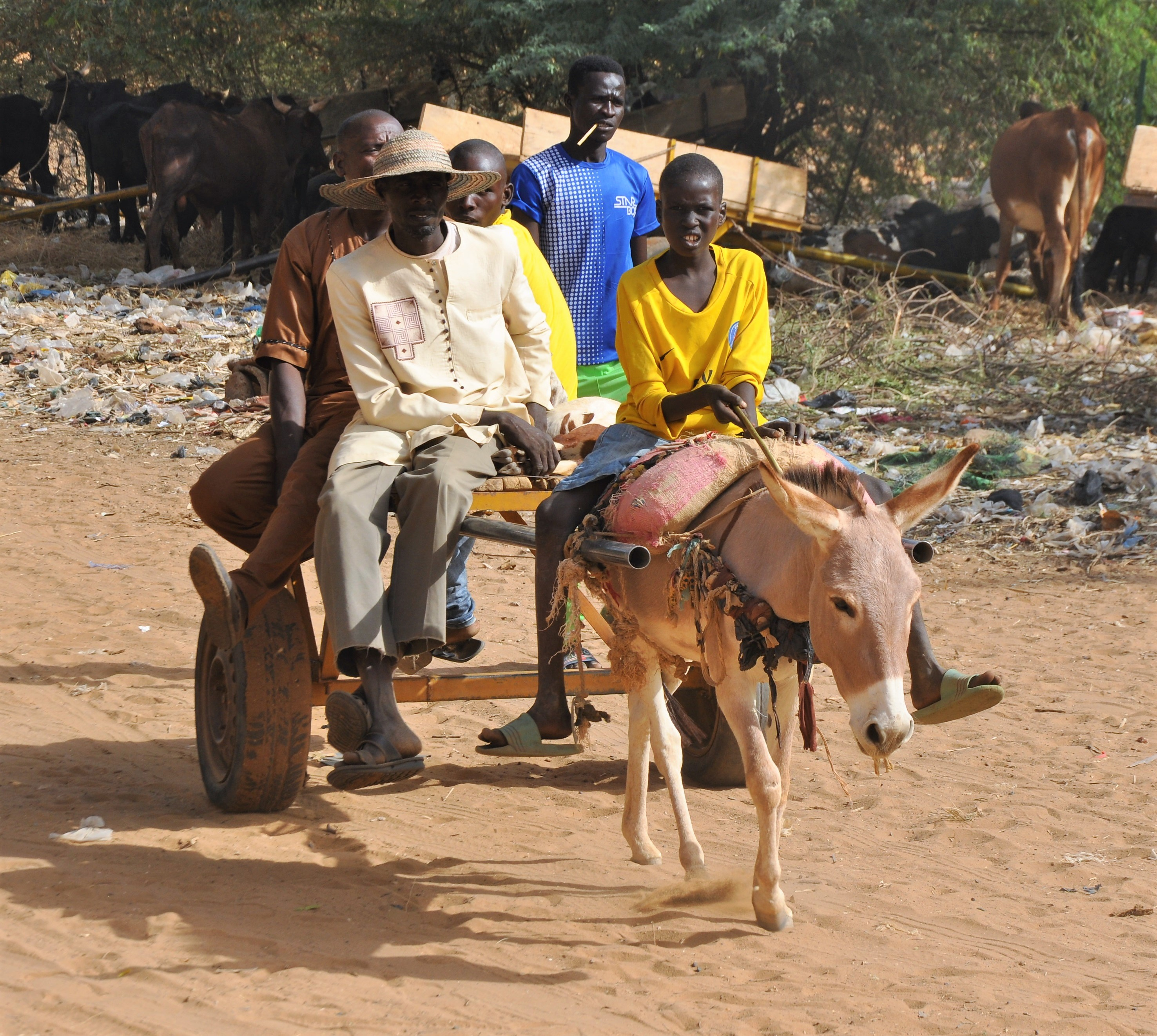
Menschen auf einem Eselskarren in Kiota (2019)

Bei der Volkszählung 2012 hatte die Landgemeinde 25.282 Einwohner, die in 3466 Haushalten lebten. Bei der Volkszählung 2001 betrug die Einwohnerzahl 19.503 in 2737 Haushalten.
Im Hauptort lebten bei der Volkszählung 2012 8784 Einwohner in 1126 Haushalten, bei der Volkszählung 2001 841 in 118 Haushalten und bei der Volkszählung 1988 347 in 59 Haushalten.
Zu den wichtigsten Volksgruppen in der Gemeinde zählen Zarma, Hausa, Fulbe, Tuareg und Gourmantché.

## Politik
Der Gemeinderat (conseil municipal) hat 11 gewählte Mitglieder. Mit den Kommunalwahlen 2020 sind die Sitze im Gemeinderat wie folgt verteilt: 5 MODEN-FA Lumana Africa, 4 PNDS-Tarayya, 1 ANDP-Zaman Lahiya und 1 PJP-Génération Doubara.
Jeweils ein traditioneller Ortsvorsteher (chef traditionnel) steht an der Spitze der 31 Dörfer in der Gemeinde, darunter der Hauptort.

## Kultur und Sehenswürdigkeiten

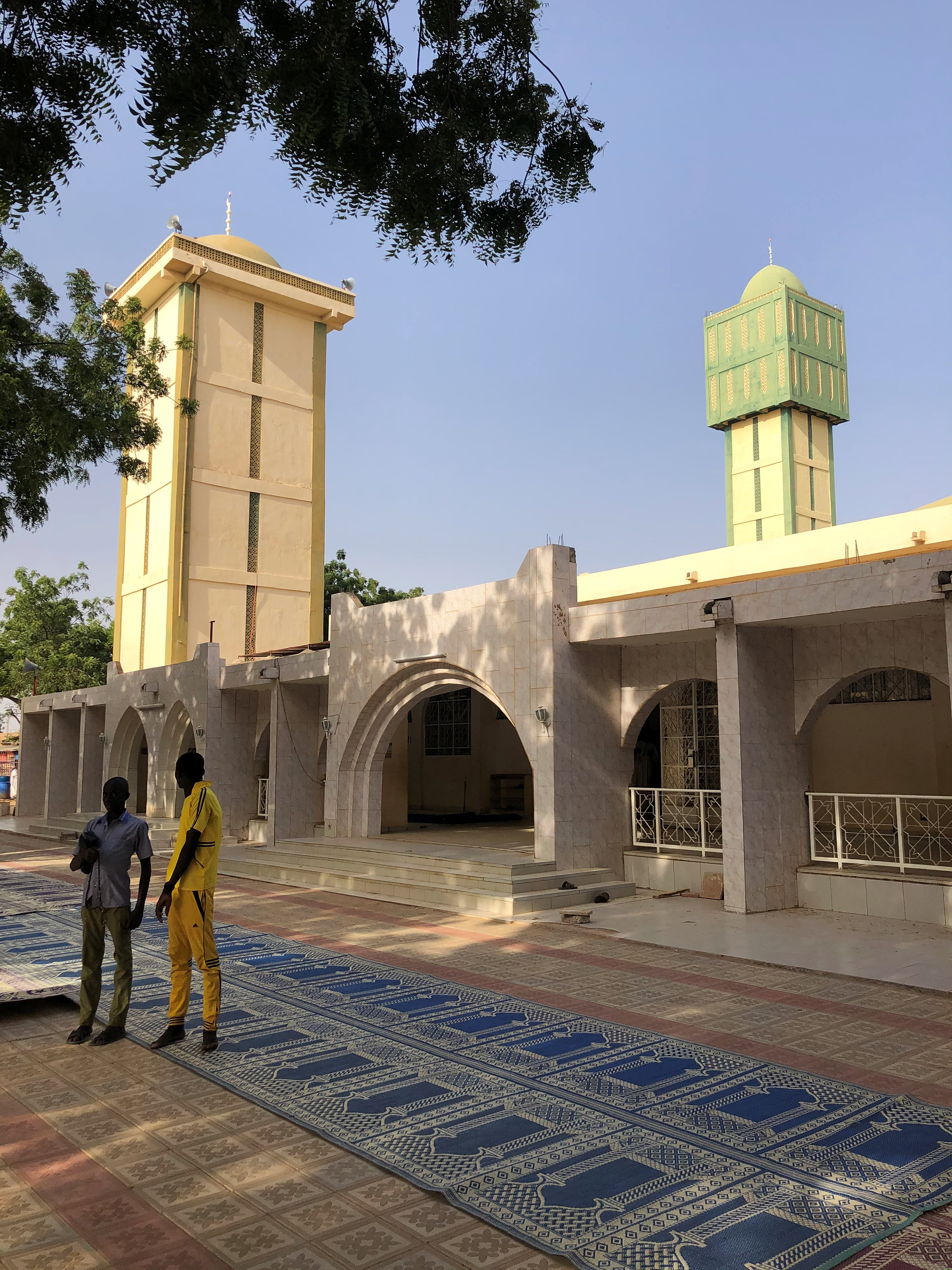
Haupteingang der Großen Moschee von Kiota (2019)

Kiota ist ein bedeutendes Zentrum des Sufismus. Hier hat ein religiöses Oberhaupt eines Tidschani-Ordens seinen Sitz. Der Orden in Kiota ist dem Tidschani-Orden von Ibrahim Baye Niass in Kaolack verbunden. Die alljährlichen Feiern zu Mouloud zu Ehren des Propheten Mohammed sind weit über die Grenzen der Gemeinde hinaus bekannt.

## Wirtschaft und Infrastruktur
Die Gemeinde liegt in einer Zone, in der Regenfeldbau betrieben wird. Im Hauptort gibt es einen Markt.
Dort ist auch ein Gesundheitszentrum des Typs Centre de Santé Intégré (CSI) vorhanden. Rund 79 % der Einwohner Kiotas haben keinen Zugang zu sauberem Trinkwasser. Der CEG Kiota ist eine allgemein bildende Schule der Sekundarstufe des Typs Collège d’Enseignement Général (CEG). Beim Centre de Formation aux Métiers de Kiota (CFM Kiota) handelt es sich um ein Berufsausbildungszentrum. Im Hauptort befindet sich ein Community-Radiosender.
Durch die Gemeinde führt die Landstraße RR3-007 zwischen Birni N’Gaouré und Tabla. Von der Landstraße RR3-007 zweigen im Hauptort die Route 347 nach Kayan und die Route 350 nach Mokko sowie im Dorf Kolbou Djerma die Route 332 nach Diney Zougou ab.

## Persönlichkeiten
- Amadou Seyni Maïga (* 1942), Offizier, Politiker und Diplomat, traditioneller Herrscher von Kiota und Harikanassou